# Campeonato mundial de hockey sobre patines masculino de 2017
El XLIII Campeonato mundial de hockey sobre patines masculino se celebró en China entre el 3 y el 9 de septiembre de 2017. Fue parte de los juegos mundiales de patinaje. Participaron 22 selecciones nacionales masculinas de hockey sobre patines del mundo y fue gando por España.

## Formato de la competición
Durante la anterior edición de la Copa Mundial, la FIRS decidió terminar con la celebración de dos torneos diferentes para las divisiones A y B, y combinaron todas las competiciones en un solo evento conjuntamente con los juegos mundiales de patinaje. Finalmente, la FIRS dividió a los 23 equipos participantes en tres competiciones diferentes.
Campeonato mundial
En la primera fase, los ocho primeros clasificados del último mundial A, se dividieron en dos grupos de cuatro equipos cada uno. Los tres primeros equipos calificados de cada grupo se unirán en los cuartos de final de la competición con los dos ganadores de los grupos de la Copa FIRS.
El último equipo calificado de cada grupo jugará los cuartos de final de la Copa FIRS.
Copa FIRS
Los ocho equipos clasificados entre 9 y 16 de la anterior edición de la Copa Mundial, también se dividieron en dos grupos. Los dos ganadores del grupo se unirán a los cuartos de final del Campeonato mundial mientras que los seis equipos restantes jugarán los cuartos de final de la competición con los dos equipos eliminados de la misma.
Copa Confederaciones
Los restantes equipos inscritos participaron en la Copa Confederaciones.

## Participantes
Los 23 equipos se dividieron en tres competiciones de acuerdo a sus posiciones en el mundial 2015. La División B fue renombrada como Copa FIRS y la nueva División C fue nombrada Copa Confederaciones.
Los dos principales equipos clasificados fueron sorteados en diferentes grupos. El sorteo se celebró en Barcelona el 5 de julio de 2017.
| Campeonato mundial | Campeonato mundial |
| ------------------ | ------------------ |
|                    | Argentina (1.º)    |
|                    | España (2.º)       |
|                    | Portugal (3.º)     |
|                    | Alemania (4.º)     |
|                    | Italia (5.º)       |
|                    | Francia (6.º)      |
|                    | Mozambique (7.º)   |
|                    | Chile (8.º)        |

| Copa FIRS | Copa FIRS             |
| --------- | --------------------- |
|           | Angola (9.º)          |
|           | Brasil (11.º)         |
|           | Austria (12.º)        |
|           | Colombia (13.º)       |
|           | Países Bajos (14.º)   |
|           | Sudáfrica (16.º)      |
|           | Estados Unidos (4.ºB) |
|           | Macao (6.ºB)          |

| Copa confederaciones | Copa confederaciones |
| -------------------- | -------------------- |
|                      | Egipto (7.ºB)        |
|                      | Israel               |
|                      | Australia            |
|                      | China Taipei         |
|                      | India                |
|                      | Japón                |
|                      | Nueva Zelanda        |

Nota: Suiza (10.º clasificado en 2015) e Inglaterra (15.º clasificado), no se inscribieron en la competición por lo que debían ocupar su lugar los equipos que no habían logrado el ascenso en el Mundial B de 2014, Estados Unidos (4.º clasificado) y Uruguay (5.º clasificado). Esta última selección tampoco decidió inscribirse, por lo que finalmente la vacante dejada por Inglaterra la ocupó Macao (6.º clasificado).
Brasil renunció a participar en el último momento, después del sorteo de los grupos, por lo que Egipto (7.º clasificado) ocupó su puesto, y la Copa Confederaciones quedó con seis participantes.

## Campeonato mundial

### Fase Regular
Leyenda
| Pts = Puntos totales PJ = Partidos jugados PG = Partidos ganados PE = Partidos empatados PP = Partidos perdidos GF = Goles a favor |  | GC = Goles en contra DG = Diferencia de goles (GF-GC) Resaltado en verde = Equipo clasificado para la segunda fase. Resaltado en rojo = Equipo eliminado de la segunda fase. (p) = Gol de penal (penalti) (fd) = Gol de falta directa |  |  |

#### Grupo A
| Equipo    | Pts | PJ | PG | PE | PP | GF | GC | DG  |
| --------- | --- | -- | -- | -- | -- | -- | -- | --- |
| Argentina | 9   | 3  | 3  | 0  | 0  | 16 | 5  | +11 |
| Italia    | 6   | 3  | 2  | 0  | 1  | 11 | 10 | +1  |
| Portugal  | 3   | 3  | 1  | 0  | 2  | 10 | 14 | -4  |
| Francia   | 0   | 3  | 0  | 0  | 3  | 9  | 17 | -8  |

Fuente: FIRS

| 3 de septiembre |     |        |                     |
| 14:30           |     |        |                     |
| Francia         | 2:6 | Italia | Longjiang Gymnasium |
|                 |     |        | Longjiang Gymnasium |

| 3 de septiembre |     |           |                     |
| 18:30           |     |           |                     |
| Portugal        | 2:5 | Argentina | Longjiang Gymnasium |
|                 |     |           | Longjiang Gymnasium |

| 4 de septiembre |     |         |                     |
| 14:30           |     |         |                     |
| Argentina       | 5:2 | Francia | Longjiang Gymnasium |
|                 |     |         | Longjiang Gymnasium |

| 4 de septiembre |     |          |                     |
| 18:30           |     |          |                     |
| Italia          | 4:2 | Portugal | Longjiang Gymnasium |
|                 |     |          | Longjiang Gymnasium |

| 5 de septiembre |     |        |                     |
| 14:30           |     |        |                     |
| Argentina       | 6-1 | Italia | Longjiang Gymnasium |
|                 |     |        | Longjiang Gymnasium |

| 5 de septiembre |     |         |                     |
| 18:30           |     |         |                     |
| Portugal        | 6-5 | Francia | Longjiang Gymnasium |
|                 |     |         | Longjiang Gymnasium |

#### Grupo B
| Equipo     | Pts | PJ | PG | PE | PP | GF | GC | DG  |
| ---------- | --- | -- | -- | -- | -- | -- | -- | --- |
| España     | 9   | 3  | 3  | 0  | 0  | 15 | 7  | +8  |
| Mozambique | 6   | 3  | 2  | 0  | 1  | 14 | 9  | +5  |
| Chile      | 3   | 3  | 0  | 0  | 2  | 13 | 12 | +1  |
| Alemania   | 0   | 3  | 0  | 0  | 3  | 8  | 22 | -14 |

Fuente: FIRS

| 3 de septiembre |     |            |                     |
| 12:30           |     |            |                     |
| Chile           | 3:5 | Mozambique | Longjiang Gymnasium |
|                 |     |            | Longjiang Gymnasium |

| 3 de septiembre |     |        |                     |
| 16:30           |     |        |                     |
| Alemania        | 2:8 | España | Longjiang Gymnasium |
|                 |     |        | Longjiang Gymnasium |

| 4 de septiembre |     |          |                     |
| 12:30           |     |          |                     |
| Mozambique      | 7:3 | Alemania | Longjiang Gymnasium |
|                 |     |          | Longjiang Gymnasium |

| 4 de septiembre |     |       |                     |
| 16:30           |     |       |                     |
| España          | 4:3 | Chile | Longjiang Gymnasium |
|                 |     |       | Longjiang Gymnasium |

| 5 de septiembre |     |          |                     |
| 12:30           |     |          |                     |
| Chile           | 7-3 | Alemania | Longjiang Gymnasium |
|                 |     |          | Longjiang Gymnasium |

| 5 de septiembre |     |            |                     |
| 16:30           |     |            |                     |
| España          | 3-2 | Mozambique | Longjiang Gymnasium |
|                 |     |            | Longjiang Gymnasium |

### Fase Final

#### 1.º al 4.º lugar
|  | Cuartos de final | Cuartos de final |           |        | Semifinales            | Semifinales            |  |  | Final | Final |
|  |                  |                  |           |        |                        |                        |  |  |       |       |
|  |                  |                  |           |        |                        |                        |  |  |       |       |
|  |                  |                  |           |        |                        |                        |  |  |       |       |
|  | Argentina        | 4                |           |        |                        |                        |  |  |       |       |
|  | Argentina        | 4                |           |        |                        |                        |  |  |       |       |
|  | Angola           | 3                |           |        |                        |                        |  |  |       |       |
|  | Angola           | 3                | Argentina | 0      |                        |                        |  |  |       |       |
|  |                  |                  | Argentina | 0      |                        |                        |  |  |       |       |
|  |                  | Portugal         | 5         |        |                        |                        |  |  |       |       |
|  | Mozambique       | Portugal         | 5         | 2      |                        |                        |  |  |       |       |
|  | Mozambique       |                  |           | 2      |                        |                        |  |  |       |       |
|  | Portugal         | 6                |           |        |                        |                        |  |  |       |       |
|  | Portugal         | 6                | Portugal  | 3 (1)  |                        |                        |  |  |       |       |
|  |                  |                  | Portugal  | 3 (1)  |                        |                        |  |  |       |       |
|  |                  | España           | 3 (2)     |        |                        |                        |  |  |       |       |
|  | España           | España           | 3 (2)     | 5      |                        |                        |  |  |       |       |
|  | España           |                  |           | 5      |                        |                        |  |  |       |       |
|  | Colombia         | 1                |           |        |                        |                        |  |  |       |       |
|  | Colombia         | 1                | España    | 4      | Tercer y cuarto puesto | Tercer y cuarto puesto |  |  |       |       |
|  |                  |                  | España    | 4      | Tercer y cuarto puesto | Tercer y cuarto puesto |  |  |       |       |
|  |                  | Italia           | 0         |        |                        |                        |  |  |       |       |
|  | Italia           | Italia           | 0         | 3 (3)  | Argentina              | 4                      |  |  |       |       |
|  | Italia           |                  |           | 3 (3)  | Argentina              | 4                      |  |  |       |       |
|  | Chile            | 3 (0)            |           | Italia | 2                      |                        |  |  |       |       |
|  | Chile            | 3 (0)            |           |        | 2                      |                        |  |  |       |       |
|  |                  |                  |           |        |                        |                        |  |  |       |       |
|  |                  |                  |           |        |                        |                        |  |  |       |       |

Fuente: FIRS

##### Cuartos de final
| 7 de septiembre |                |        |                     |
| 12:30           |                |        |                     |
| Chile           | 3:3 (0-3 pen.) | Italia | Longjiang Gymnasium |
|                 |                |        | Longjiang Gymnasium |

| 7 de septiembre |     |           |                     |
| 14:30           |     |           |                     |
| Angola          | 3:4 | Argentina | Longjiang Gymnasium |
|                 |     |           | Longjiang Gymnasium |

| 7 de septiembre |     |          |                     |
| 16:30           |     |          |                     |
| España          | 5:1 | Colombia | Longjiang Gymnasium |
|                 |     |          | Longjiang Gymnasium |

| 7 de septiembre |     |          |                     |
| 18:30           |     |          |                     |
| Mozambique      | 2:6 | Portugal | Longjiang Gymnasium |
|                 |     |          | Longjiang Gymnasium |

##### Semifinales
| 8 de septiembre |     |        |                     |
| 16:30           |     |        |                     |
| España          | 4:0 | Italia | Longjiang Gymnasium |
|                 |     |        | Longjiang Gymnasium |

| 8 de septiembre |     |           |                     |
| 18:30           |     |           |                     |
| Portugal        | 5:0 | Argentina | Longjiang Gymnasium |
|                 |     |           | Longjiang Gymnasium |

##### Tercer y cuarto puesto
| 9 de septiembre |     |           |                     |
| 14:30           |     |           |                     |
| Italia          | 2:4 | Argentina | Longjiang Gymnasium |
|                 |     |           | Longjiang Gymnasium |

##### Final
| 9 de septiembre |                |          |                     |
| 18:30           |                |          |                     |
| España          | 3:3 (2-1 pen.) | Portugal | Longjiang Gymnasium |
|                 |                |          | Longjiang Gymnasium |

#### 5.º al 8.º lugar
|  | Semifinales | Semifinales |   |            | 5.º lugar | 5.º lugar |  |
|  |             |             |   |            |           |           |  |
|  |             |             |   |            |           |           |  |
|  |             |             |   |            |           |           |  |
|  | Angola      | 6           |   |            |           |           |  |
|  | Mozambique  | 3           |   |            |           |           |  |
|  |             |             |   |            |           |           |  |
|  |             |             |   |            |           |           |  |
|  |             |             |   |            | Angola    | 5         |  |
|  |             | Colombia    | 1 |            |           |           |  |
|  |             |             |   |            |           |           |  |
|  |             |             |   |            |           |           |  |
|  |             |             |   |            | 7.º lugar |           |  |
|  |             |             |   |            |           |           |  |
|  | Colombia    | 3           |   | Mozambique | 7         |           |  |
|  | Chile       | 2           |   |            | Chile     | 9         |  |

##### Cruces
| 8 de septiembre |     |       |                     |
| 12:30           |     |       |                     |
| Colombia        | 3:2 | Chile | Longjiang Gymnasium |
|                 |     |       | Longjiang Gymnasium |

| 8 de septiembre |     |        |                     |
| 14:30           |     |        |                     |
| Mozambique      | 3:6 | Angola | Longjiang Gymnasium |
|                 |     |        | Longjiang Gymnasium |

##### 7.º lugar
| 9 de septiembre |             |            |                     |
| 8:30            |             |            |                     |
| Chile           | 9:7 (t. s.) | Mozambique | Longjiang Gymnasium |
|                 |             |            | Longjiang Gymnasium |

##### 5.º lugar
| 9 de septiembre |     |        |                     |
| 10:30           |     |        |                     |
| Colombia        | 1:5 | Angola | Longjiang Gymnasium |
|                 |     |        | Longjiang Gymnasium |

## Copa FIRS

### Fase Regular
Leyenda
| Pts = Puntos totales PJ = Partidos jugados PG = Partidos ganados PE = Partidos empatados PP = Partidos perdidos GF = Goles a favor |  | GC = Goles en contra DG = Diferencia de goles (GF-GC) Resaltado en verde = Equipo clasificado para el campeonato mundial. Resaltado en rojo = Equipo clasificado para la segunda fase. (p) = Gol de penal (penalti) (fd) = Gol de falta directa |  |  |

#### Grupo A
| Equipo    | Pts | PJ | PG | PE | PP | GF | GC | DG  |
| --------- | --- | -- | -- | -- | -- | -- | -- | --- |
| Colombia  | 9   | 3  | 3  | 0  | 0  | 40 | 1  | +39 |
| Austria   | 6   | 3  | 2  | 0  | 1  | 19 | 12 | +7  |
| Sudáfrica | 1   | 3  | 0  | 1  | 2  | 11 | 32 | -21 |
| Macao     | 1   | 3  | 0  | 1  | 2  | 11 | 36 | -25 |

Fuente: FIRS

| 3 de septiembre |      |          |                           |
| 10:30           |      |          |                           |
| Macao           | 0:15 | Colombia | Tech University Gymnasium |
|                 |      |          | Tech University Gymnasium |

| 3 de septiembre |     |           |                           |
| 12:30           |     |           |                           |
| Austria         | 5:3 | Sudáfrica | Tech University Gymnasium |
|                 |     |           | Tech University Gymnasium |

| 4 de septiembre |     |         |                           |
| 10:30           |     |         |                           |
| Colombia        | 6:1 | Austria | Tech University Gymnasium |
|                 |     |         | Tech University Gymnasium |

| 4 de septiembre |     |       |                           |
| 12:30           |     |       |                           |
| Sudáfrica       | 8:8 | Macao | Tech University Gymnasium |
|                 |     |       | Tech University Gymnasium |

| 5 de septiembre |      |           |                           |
| 10:30           |      |           |                           |
| Colombia        | 19:0 | Sudáfrica | Tech University Gymnasium |
|                 |      |           | Tech University Gymnasium |

| 5 de septiembre |      |         |                           |
| 12:30           |      |         |                           |
| Macao           | 3:13 | Austria | Tech University Gymnasium |
|                 |      |         | Tech University Gymnasium |

#### Grupo B
| Equipo         | Pts | PJ | PG | PE | PP | GF | GC | DG  |
| -------------- | --- | -- | -- | -- | -- | -- | -- | --- |
| Angola         | 9   | 3  | 3  | 0  | 0  | 74 | 3  | +71 |
| Países Bajos   | 6   | 3  | 2  | 0  | 1  | 17 | 22 | -5  |
| Egipto         | 3   | 3  | 1  | 0  | 2  | 5  | 34 | -29 |
| Estados Unidos | 0   | 3  | 0  | 0  | 3  | 7  | 44 | -37 |

Fuente: FIRS

| 3 de septiembre |     |                |                     |
| 8:30            |     |                |                     |
| Egipto          | 4:2 | Estados Unidos | Longjiang Gymnasium |
|                 |     |                | Longjiang Gymnasium |

| 3 de septiembre |      |              |                     |
| 10:30           |      |              |                     |
| Angola          | 18:1 | Países Bajos | Longjiang Gymnasium |
|                 |      |              | Longjiang Gymnasium |

| 4 de septiembre |     |        |                     |
| 8:30            |     |        |                     |
| Países Bajos    | 8:0 | Egipto | Longjiang Gymnasium |
|                 |     |        | Longjiang Gymnasium |

| 4 de septiembre |      |        |                     |
| 10:30           |      |        |                     |
| Estados Unidos  | 1:32 | Angola | Longjiang Gymnasium |
|                 |      |        | Longjiang Gymnasium |

| 5 de septiembre |     |              |                     |
| 8:30            |     |              |                     |
| Estados Unidos  | 4:8 | Países Bajos | Longjiang Gymnasium |
|                 |     |              | Longjiang Gymnasium |

| 5 de septiembre |      |        |                     |
| 10:30           |      |        |                     |
| Angola          | 24:1 | Egipto | Longjiang Gymnasium |
|                 |      |        | Longjiang Gymnasium |

### Fase Final

#### 1.º al 4.º lugar
|  | Cuartos de final | Cuartos de final |          |         | Semifinales            | Semifinales            |  |  | Final | Final |
|  |                  |                  |          |         |                        |                        |  |  |       |       |
|  |                  |                  |          |         |                        |                        |  |  |       |       |
|  |                  |                  |          |         |                        |                        |  |  |       |       |
|  | Francia          | 12               |          |         |                        |                        |  |  |       |       |
|  | Francia          | 12               |          |         |                        |                        |  |  |       |       |
|  | Estados Unidos   | 6                |          |         |                        |                        |  |  |       |       |
|  | Estados Unidos   | 6                | Francia  | 9       |                        |                        |  |  |       |       |
|  |                  |                  | Francia  | 9       |                        |                        |  |  |       |       |
|  |                  | Países Bajos     | 2        |         |                        |                        |  |  |       |       |
|  | Países Bajos     | Países Bajos     | 2        | 5       |                        |                        |  |  |       |       |
|  | Países Bajos     |                  |          | 5       |                        |                        |  |  |       |       |
|  | Sudáfrica        | 2                |          |         |                        |                        |  |  |       |       |
|  | Sudáfrica        | 2                | Francia  | 6       |                        |                        |  |  |       |       |
|  |                  |                  | Francia  | 6       |                        |                        |  |  |       |       |
|  |                  | Alemania         | 4        |         |                        |                        |  |  |       |       |
|  | Alemania         | Alemania         | 4        | 29      |                        |                        |  |  |       |       |
|  | Alemania         |                  |          | 29      |                        |                        |  |  |       |       |
|  | Macao            | 1                |          |         |                        |                        |  |  |       |       |
|  | Macao            | 1                | Alemania | 8       | Tercer y cuarto puesto | Tercer y cuarto puesto |  |  |       |       |
|  |                  |                  | Alemania | 8       | Tercer y cuarto puesto | Tercer y cuarto puesto |  |  |       |       |
|  |                  | Austria          | 1        |         |                        |                        |  |  |       |       |
|  | Austria          | Austria          | 1        | 7       | Países Bajos           | 5                      |  |  |       |       |
|  | Austria          |                  |          | 7       | Países Bajos           | 5                      |  |  |       |       |
|  | Egipto           | 5                |          | Austria | 3                      |                        |  |  |       |       |
|  | Egipto           | 5                |          |         | 3                      |                        |  |  |       |       |
|  |                  |                  |          |         |                        |                        |  |  |       |       |
|  |                  |                  |          |         |                        |                        |  |  |       |       |

Fuente: FIRS

##### Cuartos de final
| 7 de septiembre |      |       |                     |
| 8:30            |      |       |                     |
| Alemania        | 29:1 | Macao | Longjiang Gymnasium |
|                 |      |       | Longjiang Gymnasium |

| 7 de septiembre |      |         |                     |
| 10:30           |      |         |                     |
| Estados Unidos  | 6:12 | Francia | Longjiang Gymnasium |
|                 |      |         | Longjiang Gymnasium |

| 7 de septiembre |     |           |                           |
| 10:30           |     |           |                           |
| Países Bajos    | 5:2 | Sudáfrica | Tech University Gymnasium |
|                 |     |           | Tech University Gymnasium |

| 7 de septiembre |     |         |                           |
| 12:30           |     |         |                           |
| Egipto          | 5:7 | Austria | Tech University Gymnasium |
|                 |     |         | Tech University Gymnasium |

##### Semifinales
| 8 de septiembre |     |         |                     |
| 8:30            |     |         |                     |
| Alemania        | 8:1 | Austria | Longjiang Gymnasium |
|                 |     |         | Longjiang Gymnasium |

| 8 de septiembre |     |         |                     |
| 10:30           |     |         |                     |
| Países Bajos    | 2:9 | Francia | Longjiang Gymnasium |
|                 |     |         | Longjiang Gymnasium |

##### Tercer y cuarto puesto
| 9 de septiembre |     |              |                     |
| 12:30           |     |              |                     |
| Austria         | 3:5 | Países Bajos | Longjiang Gymnasium |
|                 |     |              | Longjiang Gymnasium |

##### Final
| 9 de septiembre |     |         |                     |
| 16:30           |     |         |                     |
| Alemania        | 4:6 | Francia | Longjiang Gymnasium |
|                 |     |         | Longjiang Gymnasium |

#### 5.º al 8.º lugar
|  | Semifinales    | Semifinales |   |                | 5.º lugar | 5.º lugar |  |
|  |                |             |   |                |           |           |  |
|  |                |             |   |                |           |           |  |
|  |                |             |   |                |           |           |  |
|  | Estados Unidos | 3           |   |                |           |           |  |
|  | Sudáfrica      | 6           |   |                |           |           |  |
|  |                |             |   |                |           |           |  |
|  |                |             |   |                |           |           |  |
|  |                |             |   |                | Sudáfrica | 7         |  |
|  |                | Macao       | 2 |                |           |           |  |
|  |                |             |   |                |           |           |  |
|  |                |             |   |                |           |           |  |
|  |                |             |   |                | 7.º lugar |           |  |
|  |                |             |   |                |           |           |  |
|  | Macao          | 10          |   | Estados Unidos | 6         |           |  |
|  | Egipto         | 9           |   |                | Egipto    | 1         |  |

##### Cruces
| 8 de septiembre |              |        |                           |
| 10:30           |              |        |                           |
| Macao           | 10:9 (t. s.) | Egipto | Tech University Gymnasium |
|                 |              |        | Tech University Gymnasium |

| 8 de septiembre |     |                |                           |
| 12:30           |     |                |                           |
| Sudáfrica       | 6:3 | Estados Unidos | Tech University Gymnasium |
|                 |     |                | Tech University Gymnasium |

##### 7.º lugar
| 9 de septiembre |     |                |                           |
| 10:30           |     |                |                           |
| Egipto          | 1:6 | Estados Unidos | Tech University Gymnasium |
|                 |     |                | Tech University Gymnasium |

##### 5.º lugar
| 9 de septiembre |     |           |                           |
| 12:30           |     |           |                           |
| Macao           | 2:7 | Sudáfrica | Tech University Gymnasium |
|                 |     |           | Tech University Gymnasium |

## Copa confederaciones

### Grupo único
| Equipo        | Pts | PJ | PG | PE | PP | GF | GC | DG  |
| ------------- | --- | -- | -- | -- | -- | -- | -- | --- |
| Israel        | 13  | 5  | 4  | 1  | 0  | 51 | 14 | +37 |
| India         | 10  | 5  | 3  | 1  | 1  | 30 | 22 | +8  |
| Japón         | 9   | 5  | 3  | 0  | 2  | 18 | 19 | -1  |
| Australia     | 8   | 5  | 2  | 2  | 1  | 24 | 17 | +7  |
| China Taipei  | 3   | 5  | 1  | 0  | 4  | 12 | 37 | -25 |
| Nueva Zelanda | 0   | 5  | 0  | 0  | 5  | 14 | 41 | -27 |

Fuente: FIRS

| 3 de septiembre |     |               |                           |
| 14:30           |     |               |                           |
| China Taipei    | 6:5 | Nueva Zelanda | Tech University Gymnasium |
|                 |     |               | Tech University Gymnasium |

| 3 de septiembre |     |           |                           |
| 16:30           |     |           |                           |
| India           | 6:6 | Australia | Tech University Gymnasium |
|                 |     |           | Tech University Gymnasium |

| 3 de septiembre |     |       |                           |
| 18:30           |     |       |                           |
| Israel          | 6:1 | Japón | Tech University Gymnasium |
|                 |     |       | Tech University Gymnasium |

| 4 de septiembre |     |       |                           |
| 14:30           |     |       |                           |
| Nueva Zelanda   | 3:9 | India | Tech University Gymnasium |
|                 |     |       | Tech University Gymnasium |

| 4 de septiembre |     |              |                           |
| 16:30           |     |              |                           |
| Japón           | 5:2 | China Taipei | Tech University Gymnasium |
|                 |     |              | Tech University Gymnasium |

| 4 de septiembre |     |        |                           |
| 18:30           |     |        |                           |
| Australia       | 5:5 | Israel | Tech University Gymnasium |
|                 |     |        | Tech University Gymnasium |

| 5 de septiembre |      |               |                           |
| 14:30           |      |               |                           |
| Israel          | 16:3 | Nueva Zelanda | Tech University Gymnasium |
|                 |      |               | Tech University Gymnasium |

| 5 de septiembre |     |              |                           |
| 16:30           |     |              |                           |
| India           | 5:2 | China Taipei | Tech University Gymnasium |
|                 |     |              | Tech University Gymnasium |

| 5 de septiembre |     |           |                           |
| 18:30           |     |           |                           |
| Japón           | 4:2 | Australia | Tech University Gymnasium |
|                 |     |           | Tech University Gymnasium |

| 7 de septiembre |     |           |                           |
| 14:30           |     |           |                           |
| Nueva Zelanda   | 2:5 | Australia | Tech University Gymnasium |
|                 |     |           | Tech University Gymnasium |

| 7 de septiembre |      |        |                           |
| 16:30           |      |        |                           |
| China Taipei    | 3:16 | Israel | Tech University Gymnasium |
|                 |      |        | Tech University Gymnasium |

| 7 de septiembre |     |       |                           |
| 18:30           |     |       |                           |
| India           | 8:3 | Japón | Tech University Gymnasium |
|                 |     |       | Tech University Gymnasium |

| 8 de septiembre |     |               |                           |
| 14:30           |     |               |                           |
| Japón           | 5:1 | Nueva Zelanda | Tech University Gymnasium |
|                 |     |               | Tech University Gymnasium |

| 8 de septiembre |     |              |                           |
| 16:30           |     |              |                           |
| Australia       | 6:0 | China Taipei | Tech University Gymnasium |
|                 |     |              | Tech University Gymnasium |

| 8 de septiembre |     |       |                           |
| 18:30           |     |       |                           |
| Israel          | 8:2 | India | Tech University Gymnasium |
|                 |     |       | Tech University Gymnasium |

## Clasificación final
| Posición |                      | Selección      |
| -------- | -------------------- | -------------- |
|          | Campeonato mundial   | España         |
|          | Campeonato mundial   | Portugal       |
|          | Campeonato mundial   | Argentina      |
| 4.       | Campeonato mundial   | Italia         |
| 5.       | Campeonato mundial   | Angola         |
| 6.       | Campeonato mundial   | Colombia       |
| 7.       | Campeonato mundial   | Chile          |
| 8.       | Campeonato mundial   | Mozambique     |
| 9.       | Copa FIRS            | Francia        |
| 10.      | Copa FIRS            | Alemania       |
| 11.      | Copa FIRS            | Países Bajos   |
| 12.      | Copa FIRS            | Austria        |
| 13.      | Copa FIRS            | Sudáfrica      |
| 14.      | Copa FIRS            | Macao          |
| 15.      | Copa FIRS            | Estados Unidos |
| 16.      | Copa FIRS            | Egipto         |
| 17.      | Copa confederaciones | Israel         |
| 18.      | Copa confederaciones | India          |
| 19.      | Copa confederaciones | Japón          |
| 20.      | Copa confederaciones | Australia      |
| 21.      | Copa confederaciones | China Taipei   |
| 22.      | Copa confederaciones | Nueva Zelanda  |

| Bandera de España |
| Campeón España    |
| 17º Título        |